# سلوى الدغيلي
سلوى فوزي الدغيلي أستاذة قانون ليبية، وعضو الهيئة التشريعية للمجلس الوطني الانتقالي ممثلة المرأة ومسؤولة عن ملف الشؤون القانونية، ومن مهامها قيادة الهيئة التوجيهية المختصة. وهي حاصلة على دكتوراه في القانون الدستوري. كانت تلقي المحاضرات في أكاديمية الدراسات العليا في بنغازي.

## الحياة السياسية
وهي واحدة من سيدتين ضمن تشكيلة المجلس الوطني الانتقالي، والوحيدة التي سُمّيت علناً في أوّل الأمر.
وقد حذّرت من إمكانية وجود طابور خامس موالي للقذافي في صفوف جيش التحرير الوطني وذلك قبل حسم معركة طرابلس.
ومن مسؤولياتها أيضاً التحقيق في جرائم المرتزقة الذين استعان بهم القذافي أثناء ثورة 17 فبراير، وجمع الأدلة على وقوع جرائم حرب وتسليمها لمحكمة الجنايات الدولية.
دورها الأساسي هو المساهمة في تشكيل حكومة فعّآلة، وصياغة قوانين تُفعّل أثناء الفترة الانتقالية، والإعداد لإجراء انتخابات. وقد صرّحت بأنّ مهمّة صياغة دستور للبلاد سيكون مسؤولية مجلس منتخب وليس الهيئة التوجيهية التي ترأسها.